# Aechmea cathcartii
Aechmea cathcartii är en gräsväxtart som beskrevs av Clyde Franklin Reed och Robert William Read.
Aechmea cathcartii ingår i släktet Aechmea och familjen Bromeliaceae. Inga underarter finns listade i Catalogue of Life.